# Station Haubourdin
Station Haubourdin is een spoorwegstation in de Franse gemeente Haubourdin.